# Aloe venosa
Aloe venosa é uma espécie de liliopsida do gênero Aloe, pertencente à família Asphodelaceae.